# 达文波特 (华盛顿州)
达文波特（英語：Davenport），是美国华盛顿州林肯县下属的一座城市。根据 2000年美国人口普查，该市有人口1,730人。根据2010年美国人口普查，该市有人口1,734人。而2011年估计该市有1,718人。